# American Dream (film, 1990)
Pour les articles homonymes, voir American Dream.
Pour plus de détails, voir Fiche technique et Distribution.
American Dream est un film documentaire réalisé par Barbara Kopple, produit par Arthur Cohn, et sorti en 1990.
Il a obtenu l'Oscar du meilleur film documentaire en 1991.

## Synopsis
Le documentaire est centré sur des employés de l'entreprise Hormel Foods d'Austin (Minnesota) entre 1985 et 1986. Hormel  a diminué le salaire horaire des employés de $10.69 à $8.25 malgré un bénéfice de 30 millions de dollars. Le syndicat local est opposé à la baisse des salaires, mais le syndicat national n'est pas d'accord avec la stratégie locale.

## Fiche technique
- Réalisation : Barbara Kopple
- Co-réalisateurs : Cathy Caplan, Thomas Haneke, et Lawrence Silk[1]
- Production : Arthur Cohn, Barbara Kopple
- Musique : Michael Small
- Lieu de tournage : Austin (Minnesota)
- Durée : 100 minutes
- Date de sortie : 6 octobre 1990

## Nominations et récompenses
- Oscar du meilleur film documentaire en 1991
- Grand prix du jury du Festival de Sundance en 1991